# Garry Marsh
Garry Marsh (1902-1981) fue un actor británico. Marsh empezó a actuar en los escenarios a la edad de quince años. Empezó en las películas como un galán pero más tarde se convirtió en  actor interpretando papeles importantes.

## Filmografía
- Long Odds (1922)
- Night Birds (1930)
- The Professional Guest (1931)
- Stamboul (1931)
- Keepers of Youth (1931)
- Uneasy Virtue (1931)
- The Eternal Feminine (1931)
- Third Time Lucky (1931)
- Dreyfus (1931)
- The Man They Couldn't Arrest (1931)
- Stranglehold (1931)
- Dr. Josser, K.C. (1931)
- After Office Hours (1932)
- Postal Orders (1932)
- The Star Reporter (1932)
- Number Seventeen (1932)
- C.O.D. (1932)
- Fires of Fate (1932)
- The Maid of the Mountains (1932)
- Don't Be a Dummy (1932)
- Two Wives for Henry (1933)
- Ask Beccles (1933)
- The Love Nest (1933)
- Taxi to Paradise (1933)
- Forging Ahead (1933)
- The Lost Chord (1933)
- Falling for You (1933)
- That's a Good Girl (1933)
- The Silver Spoon (1934)
- It's a Cop (1934)
- Rolling Money (1934)
- Warn London (1934)
- Gay Love (1934)
- The Green Pack (1934)
- Money Mad (1934)
- Josser on the Farm (1934)
- Widow's Might (1935)
- Charing Cross Road (1935)
- Inside the Room (1935)
- Tres Testigos (1935)
- Full Circle (1935)
- Mr. What's-His-Name? (1935)
- Night Mail (1935)
- Death on the Set (1935)
- Department Store (1935)
- Scrooge (1935)
- All In (1936)
- Debt of Honour (1936)
- A Wife or Two (1936)
- When Knights Were Bold (1936)
- The Amazing Quest of Ernest Bliss (1936)
- Man in the Mirror (1936)
- It's a Grand Old World (1937)
- A Romance in Flanders (1937)
- The Vicar of Bray (1937)
- Leave It to Me (1937)
- The Angelus (1937)
- Intimate Relations (1937)
- Melody and Romance (1937)
- The Dark Stairway (1938)
- Bank Holiday (1938)
- I See Ice (1938)
- This Man is News (1938)
- Break the News (1938)
- Convict 99 (1938)
- The Claydon Treasure Mystery (1938)
- It's in the Air (1938)
- The Ringer (TV, 1938)
- This Man in Paris (1939)
- Let's Be Famous (1939)
- Trouble Brewing (1939)
- The Four Just Men (1939)
- Old Mother Riley Joins Up (1940)
- Return to Yesterday (1940)
- Hoots Mon! (1940)
- Let George Do It (1940)
- The Rake's Progress (1945)
- I'll Be Your Sweetheart (1945)
- Dead of Night (1945)
- Pink String and Sealing Wax (1945)
- I See a Dark Stranger (1946)
- A Girl in a Million (1946)
- While the Sun Shines (1947)
- Things Happen at Night (1947)
- The Shop at Sly Corner (1947)
- Frieda (1947)
- Dancing with Crime (1947)
- Just William's Luck (1947)
- Good-Time Girl (1948)
- Daybreak (1948)
- My Brother's Keeper (1948)
- William Comes to Town (1948)
- Forbidden (1949)
- Badger's Green (1949)
- Paper Orchid (1949)
- Murder at the Windmill (1949)
- Miss Pilgrim's Progress (1950)
- Something in the City (1950)
- Someone at the Door (1950)
- Old Mother Riley's Jungle Treasure (1951)
- Worm's Eye View (1951)
- Madame Louise (1951)
- The Magic Box (1952)
- The Lost Hours (1952)
- The Voice of Merrill (1952)
- Those People Next Door (1953)
- Double Exposure (1954)
- Aunt Clara (1954)
- Man of the Moment (1955)
- Johnny, You're Wanted (1956)
- Who Done It? (1956)
- Trouble with Eve (1960)
- Ring of Spies (1964)
- Where the Bullets Fly (1966)
- Ouch! (1967)
- Arthur! Arthur! (1969)